# Meruoca (gemeente)
Meruoca is een gemeente in de Braziliaanse deelstaat Ceará. De gemeente telt 12.780 inwoners (schatting 2009).
De gemeente grenst aan Massapê, Sobral en Alcântaras.